# 루시 리 플리핀
루시 리 플리핀(Lucy Lee Flippin, 1943년 7월 23일 ~ )은 미국의 텔레비전 배우, 영화배우, 연극 배우이다.
필라델피아에서 태어났다.

## 영화
- 리틀 블랙 북 (2004년)
- 노 브레인 레이스 (2001년)
- 사커 독 (1999년)
- 살인 퍼즐 게임 (1996년)
- 퍼펙트 월드 (1993년)
- 하얀 옷의 여인 (1988년)
- 강력계의 영웅 (1988년)
- 썸머 스쿨 (1987년)
- 슈퍼소녀 비키 (1985년)
- 해변의 사생활 (1985년)
- 플래시댄스 (1983년)
- 바람둥이 길들이기 (1978년)
- 애니 홀 (1977년)
- 초원의 집 - TV 시리즈 (1974년)